# Onís
Onís is een gemeente in de Spaanse provincie Asturië in de regio Asturië met een oppervlakte van 75,42 km². Onís telt 752 inwoners (1 januari 2016).

## Demografische ontwikkeling
Bron: INE, 1857-2011: volkstellingen